# René Moreau de Maupertuis
Pour les articles homonymes, voir Moreau et Maupertuis.
Cet article possède un paronyme, voir René Moreau.
Ne doit pas être confondu avec Pierre Louis Moreau de Maupertuis.
René Moreau de Maupertuis, né le 28 mai 1664 et mort le 6 juillet 1746 à Paris, est un armateur et capitaine corsaire malouin, anobli par Louis XIV en 1708, directeur de la Compagnie des Indes Occidentales de Saint-Malo.

## Biographie
René Moreau de Maupertuis est le fils de Guillaume Moreau, sieur de La Palme (1612-1677), secrétaire du roi en 1699, et de sa femme Guillemette Jocet (1621-1693).
À 18 ans, René Moreau est commandant en second du navire corsaire La Catherine après avoir bourlingué dans les colonies. En 1694, il commande le Comte de Toulouse doté de 40 canons et 290 hommes d'équipage, armé par son frère Guillaume Moreau de La Primerais (1644-1736) ; en 1695, il commande successivement Le Saint Guillaume puis le Diamant.           
En 1696, il devient capitaine de frégate et commande le Saint-Antoine, de 50 canons. Après avoir désarmé le Saint-Antoine, il devient propriétaire de pêcheries à Saint-Jouan-des-Guérets.
Il est anobli par Louis XIV en septembre 1708 ; les lettres de noblesse sont enregistrées par la Chambre de Bretagne le 21 janvier 1709 :

« Louis, par la grâce de Dieu (…) nous avons toujours regardé comme des personnes illustres dans notre Royaume ceux qui par une longue application ont excellé dans l'exercice de leur employs (…) (et) notre cher et bien aimé René Moreau, sieur de Maupertuys, natif de notre ville de Saint Malo, député de la mesme ville et conseiller pensionnaire des Estats de nostre Province de Bretagne(…) a (commandé) ses propres vaisseaux armés en guerre de 40 à 60 canons qu'il a montés lui-même et avec lesquels, il a fait nombre de courses et de prises sur les ennemis de nostre Etat (…). ( Il commanda) dans l'escadre du chevalier Regnault (pendant) le voyage d'Amérique en l'année 1696, avec rang et paye de capitaine de Frégate (…). Il a seu(…) concilier le mérite et la prudence d'un bon négociant avec la valeur et l'intrépidité d'un homme de guerre (…) (Nous l'anoblissons) luy et ses descendants, sans que, pour raison de ce, il soit obligé de cesser son commerce, que nous luy avons au contraire expressément enjoint de continuer et mesme d'y élever ses enfants à suivre son exemple (…). Anoblissons le dit sieur (…) à Versailles (…) »

— Archives départementales d'Ille et Vilaine, et catalogue de l'exposition Maupertuis du Musée de Saint Malo en 1959
René Louis Moreau de Maupertuis est obligé d'aller à Paris comme député du Commerce, désigné par la ville de Saint-Malo. Son fils Pierre Louis l'y accompagne, il a alors 6 ans. Sa première visite est au château de Versailles, au grand couvert du Roi.
René Louis Moreau de Maupertuis meurt le 6 juillet 1746, à l'âge de 82 ans rue Sainte-Anne à Paris et « inhumé dans la cave de la chapelle de la Sainte vierge en cette église » de Saint-Roch. Il était chevalier de l'ordre de Saint-Michel et député du Commerce de Saint-Malo.

### Mariage et descendance
Le 11 mai 1694, à Saint-Malo, René Moreau de Maupertuis épouse Jeanne Eugénie Baudran (ca 1675-?). De cette union naissent :
- Pierre Louis Moreau de Maupertuis (1698-1759) ;
- Louis Malo Moreau (1699-1754), abbé de Saint-Élier ;
- Marie Élisabeth Moreau de Maupertuis (1702-1772), épouse de Julien Alain Magon de La Villebague (1691-1730), à qui elle apporte en dote lors de son mariage, le 14 mai 1720  la malouinière de Saint Élier, et avec qui elle a:
- 1)-Marie Jeanne Eugènie en 1721,
- 2)- René (1722-1788)
- 3)- Julien Nicolas (1726-1770), et en secondes noces avec Nicolas Magon du Bosc.

## Sources
- Gilbert Buti, Philippe Hrodej (dir.), Dictionnaire des corsaires et pirates, CNRS éditions, 2013